# Commission Tower
La commission Tower (en anglais, Tower Commission) a été créée le 1er décembre 1986 par le président des États-Unis Ronald Reagan dans le but de répondre aux critiques dont il fait l'objet à la suite de la médiatisation de l'affaire Iran-Contra. Dès 1981, de haut responsables du gouvernement fédéral américain ont secrètement soutenu la vente illégale d'armes à l'Iran, pays soumis à un embargo militaire de la part des États-Unis à cette époque. La commission présidentielle, composée de l'ancien sénateur John Tower, de l'ancien secrétaire d'État Edmund Muskie et de l'ancien conseiller à la sécurité nationale Brent Scowcroft, a pour mission d'évaluer le rôle du personnel du Conseil de sécurité nationale dans les affaires touchant à la sécurité nationale américaine en général et dans les envois d'armes à l'Iran plus particulièrement.
Le rapport de la commission, publié le 27 février 1987, conclut que le directeur de la CIA William Casey, qui soutient les ententes avec l'Iran, aurait dû prendre la direction des opérations, informer le président des risques de transiger avec l'Iran et informer le Congrès des États-Unis de l'affaire (tel qu'exigé par le droit américain d'alors). Les travaux de la commission ont été poursuivis par deux commissions d'enquête du Congrès (une pour le compte du Sénat et l'autre pour le compte de la Chambre des représentants) formées en janvier 1987. Peu après la formation de la commission Tower, le président Reagan nomme Lawrence Walsh en tant qu’Independent Counsel pour enquêter sur l'aspect criminel de l'affaire Iran-Contra.

## Activités
Le 25 novembre 1986, le président Ronald Reagan annonce la création d'un conseil spécial pour étudier l'affaire Iran-Contra, officiellement le President's Special Review Board. Le jour suivant, il nomme l'ancien sénateur John Tower, l'ancien secrétaire d'État Edmund Muskie et l'ancien conseiller à la sécurité nationale Brent Scowcroft pour siéger sur cette commission. Cette commission présidentielle commence ses travaux le 1er décembre ; de façon informelle, elle sera appelée la « commission Tower ». Ses principaux objectifs sont d'enquêter « sur les circonstances qui entourent l'affaire Iran-Contra, sur d'autres cas qui pourraient révéler les forces et faiblesses dans les opérations du système du Conseil de sécurité nationale (National Security Council, NSC) sous stress, et la façon dont ce système a servi huit différents présidents depuis sa création en 1947 »,. C'est la première commission présidentielle qui étudie et évalue le fonctionnement du NSC.
Le rapport publié par la commission décrit les buts de l'enquête dans ces termes :

« Le président a ordonné au conseil d'examiner le rôle exact du personnel du Conseil de sécurité nationale dans les opérations relevant de la sécurité nationale, y compris les ventes d'armes à l'Iran. Le président a clairement indiqué qu'il veut voir tous les faits exposés. Le conseil n'a pas, toutefois, le mandat d'évaluer la culpabilité individuelle ou d'être le juge final des faits. Ces tâches ont été remises avec raison à d'autres. En effet, le court délai imposé par le président pour compléter les travaux du conseil et ses ressources limitées interdisent une enquête de terrain distincte et complète. À la place, le conseil a examiné les évènements autour des transferts d'armes à l'Iran en tant qu'étude de cas principal pour évaluer les pratiques du Conseil de sécurité nationale en général et le rôle du personnel du N.S.C. en particulier,. »

En raison de ses pouvoirs restreints, la commission ne peut délivrer des subpoenas, exiger des témoignages ou promettre une immunité contre les poursuites judiciaires. En l'espace de plusieurs semaines, la commission entend 86 témoins et peut copier les fichiers d'un ordinateur du NSC que des membres du personnel ont tenté de supprimer. Le président Reagan se présente devant la commission Tower le 2 décembre 1986 pour répondre à des questions sur sa participation à l'affaire. Sur son rôle dans l'autorisation de la vente d'armes, il déclare dans un premier temps qu'il a autorisé ces transferts ; plus tard, il témoigne qu'il ne souvient plus. Dans son autobiographie de 1990, An American Life, Ronald Reagan indique qu'il a autorisé les envois d'armes vers Israël.
Des débats ont été menés sur la pertinence de publier la chronologie des recherches de la commission. Elle a été ajoutée en annexe du rapport, mais seulement après avoir supprimé des sources, des méthodes d'enquête et des noms.

## Rapport
Le rapport de la commission Tower est officiellement remis au président Reagan le 26 février 1987. L'Appendix B du rapport commence par ces mots attribués à Juvénal, Quis custodiet ipsos custodes?.
De façon sommaire, les recherches ont permis de découvrir que :

« Usant des Contras comme couverture, en violation du droit international et en violation du droit américain, des armes ont été vendues, Israël servant d'intermédiaire, à l'Iran pendant la brutale guerre Iran-Irak. Les États-Unis ont aussi fourni des armes à l'Irak, notamment les ingrédients d'agents innervants, de gaz moutarde et d'autres armes chimiques,. »

Le rapport de 200 pages est le plus complet jamais publié sur l'affaire, critiquant les agissements de Oliver North, John Poindexter, Caspar Weinberger et d'autres. Le président ignorait l'étendue de l'affaire, particulièrement les transferts de fonds aux Contras, le rapport soulignant qu'il aurait dû avoir un meilleur contrôle sur le personnel du NSC. Le rapport critique sévèrement le président pour sa supervision inadéquate de ses subordonnés et pour son ignorance de leurs activités. La commission Tower dégage un consensus : Reagan aurait dû mieux écouter son conseiller à la sécurité nationale, donnant ainsi une plus grande prépondérance à cette position. Le rapport « tient Reagan responsable pour une méthode de gestion laxiste et une indifférence aux détails des politiques [gouvernementales] »,.
Le président Ronald Reagan réagit aux conclusions du rapport le 4 mars 1987 dans une allocution à la nation. Quelques individus se sont plaints de leur portrait dressé dans le rapport.

### Citations originales
1. ↑  (en) « the circumstances surrounding the Iran-Contra matter, other case studies that might reveal strengths and weaknesses in the operation of the National Security Council system under stress, and the manner in which that system has served eight different presidents since its inception in 1947 »
2. ↑  (en) « The President directed the board to examine the proper role of the National Security Council staff in national security operations, including the arms transfers to Iran. The President made clear that he wanted all the facts to come out. The board was not, however, called upon to assess individual culpability or be the final arbiter of the facts. These tasks have been properly left to others. Indeed, the short deadline set by the President for completion of the board's work and its limited resources precluded a separate and thorough field investigation. Instead, the board has examined the events surrounding the transfer of arms to Iran as a principal case study in evaluating the operation of the National Security Council in general and the role of the N.S.C. staff in particular. »
3. ↑  (en) « Using the Contras as a front, and against international law, and US law, weapons were sold, using Israel as intermediaries, to Iran, during the brutal Iran–Iraq War. The US was also supplying weapons to Iraq, including ingredients for nerve gas, mustard gas and other chemical weapons. »
4. ↑  (en) « held Reagan accountable for a lax managerial style and aloofness from policy detail »